# Domkyrkosyssloman
Domkyrkosyssloman var en titel för en prästerlig befattningshavare vid en domkyrka. I enstaka fall har en sådan tjänst innehafts av en lekman. Under medeltiden benämndes den oeconomicus cathedralis. 1686 års kyrkolag stadgade att vid varje domkyrka skulle finnas en särskild syssloman. Denne skulle ha tillsyn över domkyrkans fastigheter, ekonomi, förvaltning och vård; en domkyrka var ett särskilt självägande rättssubjekt skilt från den domkyrkoförsamling vari den är belägen. Domkyrkosysslomannen tillsattes av biskopen med domkapitlets vetskap och samtycke. Vården av domkyrkan tillkom därmed ytterst biskopen och domkapitlet med sysslomannen som förvaltare. Domkyrkosysslomännens funktion var inte likformigt konstruerad i alla stift och sysslomän fanns ej heller vid alla domkyrkor (saknades i Lund, Göteborg, Luleå och Stockholm). Innehavaren av tjänsten som domkyrkosyssloman hade denna ofta i förening med en vanlig prästtjänst i domkyrkoförsamlingen (till exempel domkyrkoadjunkt eller domkyrkokomminister).
Det var bland annat domkyrkosysslomannens uppgift att ta emot naturaskatten domkyrkotunna.
När stiftsnämnder inrättades 1932 överlämnades förvaltningen av domkyrkornas jordbruks- och skogsfastigheter till detta organ. Sysslomannen skulle därefter, utöver att hålla gudstjänst, ha ansvaret för domkyrkobyggnaden, dess skrudar, silver och andra inventarier, förvalta domkyrkans kapital och fonder, handha dess kassa och räkenskaper samt vara sekreterare i domkyrkans styrelse (sådana fanns dock ej vid alla domkyrkor) kallad domkyrkostyrelse, domkyrkokommission, domkyrkoråd eller domkyrkonämnd. 
Institutionen med domkyrkosysslomän och en särskild styrelse för domkyrkorna avskaffades successivt under 1900-talets sista tredjedel och definitivt genom upphörandet av 1686 års kyrkolag. Därefter förvaltas domkyrkorna i Uppsala, Linköping, Skara, Strängnäs, Västerås och Växjö fullt ut av domkapitlet i respektive stift och med det lokala församlingskyrkorådet som ansvarig för den dagliga driften. De övriga förvaltas i samma ordning som församlingskyrkorna. I Lunds stift förvaltas domkyrkan alltjämt av ett domkyrkoråd.
Befattningen som domkyrkosyssloman skall inte förväxlas med titeln domkyrkokaplan